# Phyllis Chase
Phyllis Chase, cuyo nombre tras casarse era Phyllis Samuel (c. 1897-c. 1977), fue una ilustradora británica.

## Biografía
Amiga de infancia de Enid Blyton, con la que coincidió en la escuela de St. Christopher en Beckenham, se reunieron varios años después, habiendo finalizado ya los estudios, en una fiesta y comenzaron a colaborar. Se la conoce por las ilustraciones que hizo para varios libros de Blyton, como Child Whispers (1922) y Real Fairies: Poems. Ilustró, asimismo, muchas de los relatos cortos que esta publicó en periódicos y revistas —como los de la editorial Cassell— a lo largo de los años veinte. También ilustró Pinkity's Pranks and Other Nature Fairy Tales, en colaboración con A. E. Jackson, y The Nursery Book (1927), entre otros muchos.
Se casó con Felix Samuel, que la dejó viuda en 1967. Chase, entrevistada por la BBC en 1975, falleció un par de años después.